# 1976年モントリオールオリンピックのハンガリー選手団
1976年モントリオールオリンピックのハンガリー選手団（1976ねんモントリオールオリンピックのハンガリーせんしゅだん）は、1976年7月17日から8月1日にかけてカナダのモントリオールで開催された1976年モントリオールオリンピックのハンガリー選手団、およびその競技結果。

## 概要
今大会は金メダル4個、銀メダル5個、銅メダル13個の合計22個のメダルを獲得した。

## メダル
| メダル | 選手名 | 競技                 | 種目                      |
| ------ | --- | -------------------- | ------------------------- |
| 金     | ネーメト・ミクローシュ | 陸上                 | 男子やり投げ              |
| 金     | イルディコ・トルダシ | フェンシング         | 女子フルーレ個人          |
| 金     | マジャール・ゾルタン | 体操                 | 男子あん馬                |
| 金     | ガボール チャポ ティボール・チェルヴェニャーク タマス・ファラゴ ジェルジ・ゲレンダース ジェルジ・ホルカイ ジェルジ・ケネズ フェレンツ・コンラード エンドレ・モルナール ラースロー・サーロシ アッティラ・スダール イシュトヴァーン・シーヴォシュ                    | 水球                 | 男子                      |
| 銀     | ゾルターン・シュタニティ | カヌー               | 男子K-1 50男子            |
| 銀     | ゲーザ・チャポ | カヌー               | 男子K-1 100男子           |
| 銀     | アンナ・プフェファー クララ・ラジナイ | カヌー               | 女子K-2 500m              |
| 銀     | ジェルジ・コーセギ | ウエイトリフティング | フライ級 –52 kg           |
| 銀     | ヨージェフ・バラ | レスリング           | フリースタイル100kg超級   |
| 銅     | ゾルターン・バコ イシュトヴァーン・サボー | カヌー               | 男子K-2 1000m             |
| 銅     | タマーシュ・ヴィッヒマン | カヌー               | 男子C-1 1000m             |
| 銅     | タマス・ブダイ オシュカール・フレイ | カヌー               | 男子C-2 500m              |
| 銅     | トゥンチク・ヨージェフ | 柔道                 | 男子63kg以下級            |
| 銅     | クララ・ラジナイ | カヌー               | 女子K-1 500m              |
| 銅     | ジェーゼー・クルチャール | フェンシング         | 男子エペ個人              |
| 銅     | イルディコ・ファルカシンスキー・ボービス エディット・コヴァーチ マグダ・マロス イルディコ・トルダシ レイトー・イルディコ | フェンシング         | 女子フルーレ団体          |
| 銅     | マルタ・エゲルヴァーリ | 体操                 | 女子段違い平行棒          |
| 銅     | エヴァ・アンギャル アゴタ・ブイドソ クラーラ・チク ズザンナ・ケジ カタリン・ラキ ロザリア・レルケス マルタ・メジェリ イローナ・ナジ マリアンナ・ナジ エルジェーベト・チャイボーク アマリア・ステルビンスキー ボルバーラ・トート・ハルサーニ マーリア・ヴァダーシュ | ハンドボール         | 女子                      |
| 銅     | タマス・カンチャル ティボール・マラツコ シュヴェティシュラーフ・サシチッチ | 近代五種             | 団体                      |
| 銅     | ペーテル・バツァコ | ウエイトリフティング | ライトヘビー級 75–82.5 kg |
| 銅     | ラースロー・レツィ | レスリング           | グレコローマン62 kg級     |